# Marysville, Washington
Marysville là một thành phố nằm trong quận Snohomish thuộc tiểu bang Washington, Hoa Kỳ.
Thành phố này được đặt tên theo. Theo điều tra dân số của Cục điều tra dân số Hoa Kỳ năm 2000, thành phố có dân số người.

## Lịch sử
Marysville được thành lập vào năm 1872 như là một tiền đồn kinh doanh của James P. Comeford, nhưng không phải là dân cư của người định cư khác cho đến năm 1883. Sau khi thị trấn được platted vào năm 1885, một giai đoạn tăng trưởng đã mang các tòa nhà mới và các ngành công nghiệp để Marysville. Năm 1891, Marysville được thành lập và chào đón đoàn tàu Great Northern Railway. Về mặt lịch sử, khu vực này đã tồn tại trên các sản phẩm gỗ và nông nghiệp; Sự phát triển của những cánh đồng dâu ở Marysville đã dẫn tới thành phố được đặt biệt danh là "Thành phố dâu tây" vào những năm 1920.
Thành phố này đã trải qua làn sóng đầu tiên của đô thị hoá trong những năm 1970 và 1980, dẫn đến việc phát triển các khu nhà ở và thương mại mới. Từ năm 1980 đến năm 2000, dân số của Marysville tăng gấp 5 lần. Trong những năm 2000, việc sáp nhập khu vực chưa hợp nhất ở phía bắc và phía đông mở rộng thành phố đến hơn 20 dặm vuông (52 km2) và đưa dân số hơn 60.000 người.
Marysville được định hướng theo hướng bắc-nam dọc theo Quốc lộ 5, tiếp giáp với Khu Bảo tồn người Da đỏ Tulalip và Đường 9 về phía Đông. Núi Pilchuck, có đỉnh cao 5.300 foot (1.600 m) có thể được nhìn thấy từ các điểm khác nhau trong thành phố, xuất hiện trong lá cờ và con dấu của thành phố.

## Địa lý
Theo Cục điều tra dân số Hoa Kỳ, thành phố có diện tích km2, trong đó có km2 là diện tích mặt nước.